# Juan Ortega y Montañés
Don Juan de Ortega Cano Montañés y Patiño (Siles, 2 luglio 1627 – Città del Messico, 16 dicembre 1708) è stato un arcivescovo cattolico ed amministratore coloniale spagnolo in Guatemala e Nuova Spagna.
Fu prima vescovo di Durango (dal 1670 al 1681), di Santiago di Guatemala (dal 1681 al 1684) e di Michoacán (dal 1684 al 24 marzo 1700), e poi arcivescovo di Città del Messico (dal 21 giugno 1700 al 16 dicembre 1708). Ricoprì anche il ruolo di viceré della Nuova Spagna ad interim dal 27 febbraio 1696 al 18 dicembre 1696, e dal 4 novembre 1701 al 27 novembre 1702.

## Istruzione e carriera ecclesiastica
Ortega y Montañés era nativo di Cartagena. Alcune fonti riportano una diversa data di nascita, il 23 giugno 1627. Studiò a Cartagena, a Málaga e ad Alcalá de Henares, dove si laureò con un dottorato in giurisprudenza. Fu nominato inquisitore della Nuova Spagna, e fu qui che entrò a far parte della Chiesa. Fu vescovo di Durango, poi di Santiago di Guatemala, e infine di Michoacán. Era noto per la sua opposizione agli abusi e agli arbitrii clericali, e anche per il fatto che predicava felicità e povertà nel clero. Aveva anche una reputazione di uomo caritatevole, attento ai fedeli, e di uomo energico nel suo lavoro.

## Primo incarico da viceré
Nel febbraio del 1696 fu nominato viceré ad interim della Nuova Spagna, succedendo così a Gaspar de la Cerda Sandoval Silva y Mendoza.
Una delle prime side della sua amministrazione fu la soppressione di una rivolta portata avanti da studenti universitari. Il 27 marzo 1696 essi tentarono di bruciare il patibolo eretto nella Plaza de Armas, che vedevano come "un irritante manifestazione del potere monarchico". Questo evento causò grande allarme a Città del Messico. I poliziotti sedarono la dimostrazione, ed arrestarono un giovane chiamato Francisco González de Castro. Gli studenti tentarono di liberarlo mentre veniva portato in prigione, lanciando pietre verso le guardie.
Un altro importante avvenimento fu l'invio di una missione gesuita per l'evangelizzazione e la colonizzazione delle Californie. A questa spedizione parteciparono i padri missionari Eusebio Francesco Chini e Juan María Salvatierra. I due padri fondarono Fondo Piadoso de California il 15 agosto 1696, per proseguire il lavoro di colonizzazione.
Un nuovo viceré José Sarmiento y Valladares, assunse l'incarico il 13 dicembre 1696, e il vescovo Ortega y Montañés tornò presso la sua sede di Michoacán. Rimase qui fino al marzo del 1700, quando fu nominato arcivescovo di Città del Messico.

## Secondo incarico da viceré
Il 6 marzo 1701 giunse a Veracruz una nave che portava la notizia della morte di re Carlo II di Spagna, avvenuta il 1º novembre dell'anno precedente. Carlo II non aveva lasciato eredi. La guerra di successione spagnola, combattuta tra Spagna e Francia da una parte ed Austria, Inghilterra ed Olanda dall'altra, avrebbe determinato il successore. Il viceré del tempo, Sarmiento y Valladares, sosteneva gli Asburgo. A quel tempo i Borbone controllavano la Spagna. Fu rimosso dal proprio incarico, e Ortega fu di nuovo nominato viceré ad interim.
La consacrazione formale di Ortega y Montañés come arcivescovo di Città del Messico avvenne il 6 gennaio 1702, durante l'incarico di viceré. L'arcivescovo si distinse per la sua devozione alla Nostra Signora di Guadalupe, patrona del Messico, la cui chiesa fu completata sotto alla sua amministrazione (1702). L'arcivescovo viaggiò personalmente, chiedendo aiuto per la costruzione.
Sospese il trasporto di prigionieri dalla Nuova Spagna a Porto Rico, iniziato dal predecessore Sarmiento y Valladares.
Al viceré fu detto che il conte di Chateau-Renaud era giunto a L'Avana con una flotta francese per prelevare il tributo della Nuova Spagna alla Francia. Il viceré Ortega si consultò con l'Audiencia, e fu deciso di non consegnare nulla senza esplicito ordine della corona spagnola.
Il 18 novembre 1702 l'arcivescovo Ortega lasciò Città del Messico per Otumba, in modo da accogliere il nuovo viceré, Francisco Fernández de la Cueva.
Ortega morì nel 1708, mentre era ancora a capo della sede arcivescovile di Città del Messico. Lasciò numerosi scritti, compreso il Informe del Estado de la Nueva España, scritto per il proprio successore José Sarmiento y Valladares. Si tratta di un resoconto sullo stato della colonia alla fine del XVII secolo.

## Genealogia episcopale e successione apostolica
La genealogia episcopale è:
- Vescovo Melchor Soria Vera
- Vescovo Diego Castejón Fonseca
- Vescovo Hernando de Ramírez y Sánchez, O.SS.T.
- Vescovo Alonso de Briceño, O.F.M.
- Arcivescovo Payo Enríquez de Rivera Manrique, O.S.A.
- Arcivescovo Juan de Ortega Cano Montañez y Patiño

La successione apostolica è:
- Vescovo Andrés de las Navas y Quevedo, O. de M. (1678)
- Arcivescovo Francisco de la Cuesta, O.S.H. (1706)